# Amani Oruwariye
Amani Oruwariye (San Petersburgo, Florida, 9 de febrero de 1996) es un jugador profesional estadounidense de fútbol americano que se desempeña en la posición de cornerback en Jacksonville Jaguars, equipo de la National Football League (NFL).

## Carrera
Fue seleccionado en la quinta ronda en la Reunión Anual de Selección de Jugadores de la NFL de 2019. Hizo su debut profesional con el equipo Detroit Lions, en el cual jugó cuatro temporadas (2019-2023), después pasó a New York Giants (2023-2024), posteriormente a Jacksonville Jaguars.